# Almudena Fernández

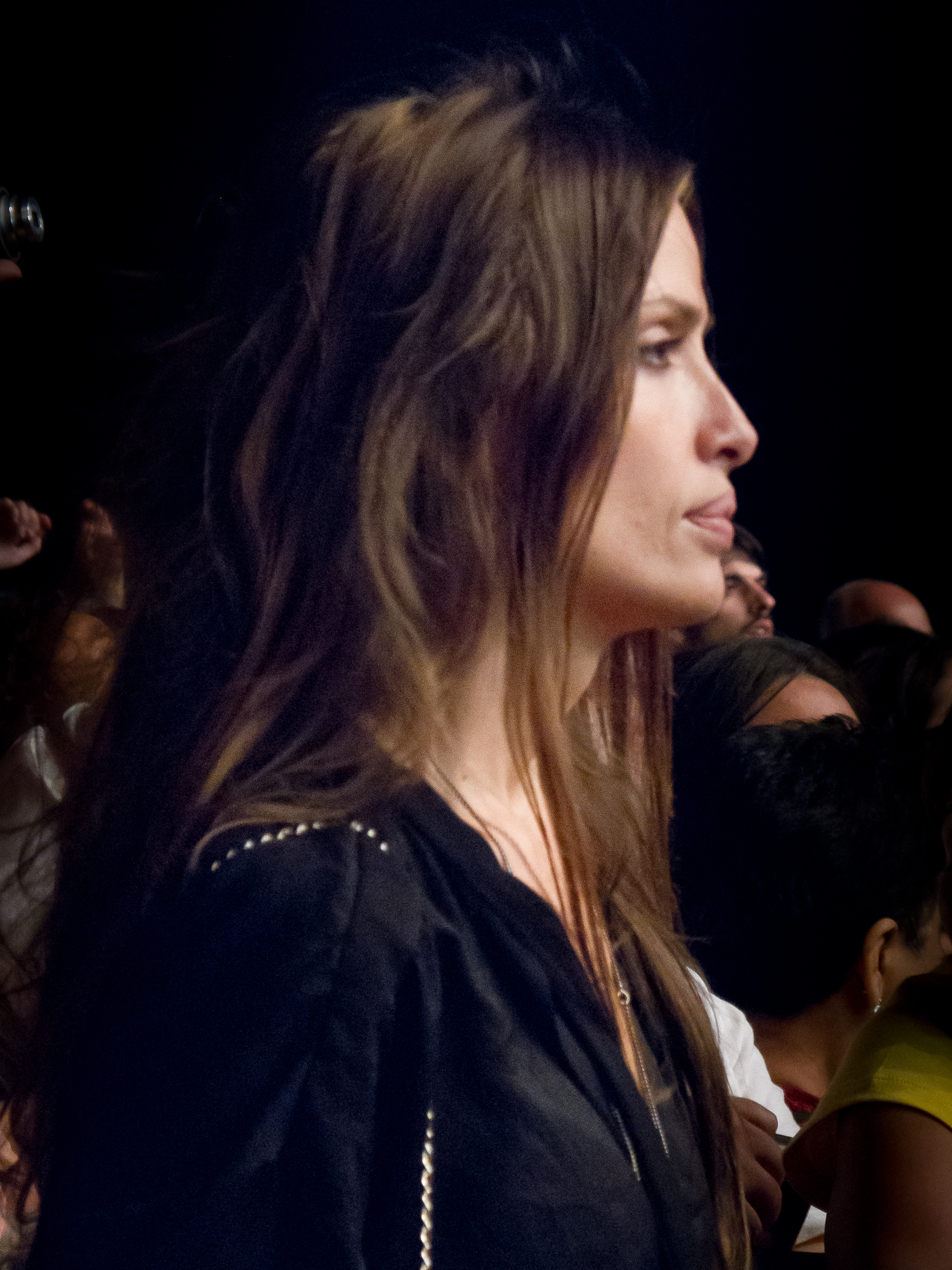
Almudena Fernández

Almudena Fernández (* 1. Januar 1977 in Benavente, Spanien) ist ein spanisches Fotomodell.

## Leben
Fernández wuchs in Madrid auf. Während ihrer Schulzeit nahm sie an einem spanischen Modellwettbewerb teil, bei dem sie den zweiten Platz belegte. Mit diesem Erfolg konnte sie an einem europäischen Wettbewerb teilnehmen, den sie ebenfalls zweitplatziert beendete.
Nach diesen beiden Erfolgen entschied sie sich, Model zu werden, und konnte schnell für Lacoste, Herms, Olivier Strelli und Alain Manoukian arbeiten. Danach zog sie nach New York City um und bekam dort Aufträge von Carolina Herrera, Givenchy, Revlon, L’Oréal, Kenneth Cole und Victoria’s Secret.
Daraufhin zählte sie offiziell zur Riege der Supermodels und sie erschien auf den Titelseiten von Elle und Cosmopolitan, was ihren Namen weiter bekannt machte.

## Daten
- Größe: 1,74 m
- Haarfarbe: Braun
- Augenfarbe: Braun
- Maße: 87-60-87
- Schuhgröße: 38